# Društveno-političke organizacije u SFRJ
Društveno-političke organizacije u SFRJ, organizacije u koje su se na osnovi Ustava Socijalističke Federativne Republike Jugoslavije radni ljudi slobodno organizirali na klasnim socijalističkim osnovama i u kojima su vršili svoju političku djelatnost, u skladu s ciljevima i zadacima utvrđenim njihovim programom i statutom. Te organizacije bile su:
- Savez komunista Jugoslavije (SKJ, do 1952. Komunistička partija Jugoslavije),
- Savez sindikata Jugoslavije (SSJ),
- Socijalistički savez radnog naroda Jugoslavije (SSRNJ),
- Savez udruženja boraca narodnooslobodilačkog rata Jugoslavije (SUBNOR),
- Savez socijalističke omladine Jugoslavije (SSOJ),
- Antifašistička fronta žena (AFŽ),
- Savez rezervnih vojnih starješina Jugoslavije (SRVSJ),
- Savez ratnih vojnih invalida Jugoslavije (SRVIJ; od 1. VII. 1961. u sastavu SUBNOR-a).

Izvori:
- "Mala enciklopedija Prosveta", Beograd, 1978, 2. tom (str. 82-83)
- Istorijski arhiv Sarajevo  Arhivirana inačica izvorne stranice od 21. lipnja 2007. (Wayback Machine)
- Josip Zidar: "Rečnik jugoslovenskih skraćenica", Beograd, 1971.